# Шахи-960
Шахи-960 (також: Шахи Фішера, Випадкові шахи, Fischerandom чи Fischerrandom) — різновид шахів, який запропонував Боббі Фішер у 1996 році. На початку партії пішаки розташовані як і в звичайних шахах, а от позиції фігур за ними — випадкові (на горизонталях 1 та 8). На відміну від класичних шахів із однаковою початковою позицією, шахи Фішера мають 960 можливих початкових позицій, тому менше залежать від здатності гравців заучувати напам'ять та заготовлювати шахові дебюти.
|   | a | b | c | d | e | f | g | h |   |
| 8 | a8 чорний ферзь · b8 чорна тура · c8 чорний король · d8 чорний кінь · e8 чорна тура · f8 чорний кінь · g8 чорний слон · h8 чорний слон · a7 чорний пішак · b7 чорний пішак · c7 чорний пішак · d7 чорний пішак · e7 чорний пішак · f7 чорний пішак · g7 чорний пішак · h7 чорний пішак · a2 білий пішак · b2 білий пішак · c2 білий пішак · d2 білий пішак · e2 білий пішак · f2 білий пішак · g2 білий пішак · h2 білий пішак · a1 білий ферзь · b1 біла тура · c1 білий король · d1 білий кінь · e1 біла тура · f1 білий кінь · g1 білий слон · h1 білий слон | a8 чорний ферзь · b8 чорна тура · c8 чорний король · d8 чорний кінь · e8 чорна тура · f8 чорний кінь · g8 чорний слон · h8 чорний слон · a7 чорний пішак · b7 чорний пішак · c7 чорний пішак · d7 чорний пішак · e7 чорний пішак · f7 чорний пішак · g7 чорний пішак · h7 чорний пішак · a2 білий пішак · b2 білий пішак · c2 білий пішак · d2 білий пішак · e2 білий пішак · f2 білий пішак · g2 білий пішак · h2 білий пішак · a1 білий ферзь · b1 біла тура · c1 білий король · d1 білий кінь · e1 біла тура · f1 білий кінь · g1 білий слон · h1 білий слон | a8 чорний ферзь · b8 чорна тура · c8 чорний король · d8 чорний кінь · e8 чорна тура · f8 чорний кінь · g8 чорний слон · h8 чорний слон · a7 чорний пішак · b7 чорний пішак · c7 чорний пішак · d7 чорний пішак · e7 чорний пішак · f7 чорний пішак · g7 чорний пішак · h7 чорний пішак · a2 білий пішак · b2 білий пішак · c2 білий пішак · d2 білий пішак · e2 білий пішак · f2 білий пішак · g2 білий пішак · h2 білий пішак · a1 білий ферзь · b1 біла тура · c1 білий король · d1 білий кінь · e1 біла тура · f1 білий кінь · g1 білий слон · h1 білий слон | a8 чорний ферзь · b8 чорна тура · c8 чорний король · d8 чорний кінь · e8 чорна тура · f8 чорний кінь · g8 чорний слон · h8 чорний слон · a7 чорний пішак · b7 чорний пішак · c7 чорний пішак · d7 чорний пішак · e7 чорний пішак · f7 чорний пішак · g7 чорний пішак · h7 чорний пішак · a2 білий пішак · b2 білий пішак · c2 білий пішак · d2 білий пішак · e2 білий пішак · f2 білий пішак · g2 білий пішак · h2 білий пішак · a1 білий ферзь · b1 біла тура · c1 білий король · d1 білий кінь · e1 біла тура · f1 білий кінь · g1 білий слон · h1 білий слон | a8 чорний ферзь · b8 чорна тура · c8 чорний король · d8 чорний кінь · e8 чорна тура · f8 чорний кінь · g8 чорний слон · h8 чорний слон · a7 чорний пішак · b7 чорний пішак · c7 чорний пішак · d7 чорний пішак · e7 чорний пішак · f7 чорний пішак · g7 чорний пішак · h7 чорний пішак · a2 білий пішак · b2 білий пішак · c2 білий пішак · d2 білий пішак · e2 білий пішак · f2 білий пішак · g2 білий пішак · h2 білий пішак · a1 білий ферзь · b1 біла тура · c1 білий король · d1 білий кінь · e1 біла тура · f1 білий кінь · g1 білий слон · h1 білий слон | a8 чорний ферзь · b8 чорна тура · c8 чорний король · d8 чорний кінь · e8 чорна тура · f8 чорний кінь · g8 чорний слон · h8 чорний слон · a7 чорний пішак · b7 чорний пішак · c7 чорний пішак · d7 чорний пішак · e7 чорний пішак · f7 чорний пішак · g7 чорний пішак · h7 чорний пішак · a2 білий пішак · b2 білий пішак · c2 білий пішак · d2 білий пішак · e2 білий пішак · f2 білий пішак · g2 білий пішак · h2 білий пішак · a1 білий ферзь · b1 біла тура · c1 білий король · d1 білий кінь · e1 біла тура · f1 білий кінь · g1 білий слон · h1 білий слон | a8 чорний ферзь · b8 чорна тура · c8 чорний король · d8 чорний кінь · e8 чорна тура · f8 чорний кінь · g8 чорний слон · h8 чорний слон · a7 чорний пішак · b7 чорний пішак · c7 чорний пішак · d7 чорний пішак · e7 чорний пішак · f7 чорний пішак · g7 чорний пішак · h7 чорний пішак · a2 білий пішак · b2 білий пішак · c2 білий пішак · d2 білий пішак · e2 білий пішак · f2 білий пішак · g2 білий пішак · h2 білий пішак · a1 білий ферзь · b1 біла тура · c1 білий король · d1 білий кінь · e1 біла тура · f1 білий кінь · g1 білий слон · h1 білий слон | a8 чорний ферзь · b8 чорна тура · c8 чорний король · d8 чорний кінь · e8 чорна тура · f8 чорний кінь · g8 чорний слон · h8 чорний слон · a7 чорний пішак · b7 чорний пішак · c7 чорний пішак · d7 чорний пішак · e7 чорний пішак · f7 чорний пішак · g7 чорний пішак · h7 чорний пішак · a2 білий пішак · b2 білий пішак · c2 білий пішак · d2 білий пішак · e2 білий пішак · f2 білий пішак · g2 білий пішак · h2 білий пішак · a1 білий ферзь · b1 біла тура · c1 білий король · d1 білий кінь · e1 біла тура · f1 білий кінь · g1 білий слон · h1 білий слон | 8 |
| 7 | a8 чорний ферзь · b8 чорна тура · c8 чорний король · d8 чорний кінь · e8 чорна тура · f8 чорний кінь · g8 чорний слон · h8 чорний слон · a7 чорний пішак · b7 чорний пішак · c7 чорний пішак · d7 чорний пішак · e7 чорний пішак · f7 чорний пішак · g7 чорний пішак · h7 чорний пішак · a2 білий пішак · b2 білий пішак · c2 білий пішак · d2 білий пішак · e2 білий пішак · f2 білий пішак · g2 білий пішак · h2 білий пішак · a1 білий ферзь · b1 біла тура · c1 білий король · d1 білий кінь · e1 біла тура · f1 білий кінь · g1 білий слон · h1 білий слон | a8 чорний ферзь · b8 чорна тура · c8 чорний король · d8 чорний кінь · e8 чорна тура · f8 чорний кінь · g8 чорний слон · h8 чорний слон · a7 чорний пішак · b7 чорний пішак · c7 чорний пішак · d7 чорний пішак · e7 чорний пішак · f7 чорний пішак · g7 чорний пішак · h7 чорний пішак · a2 білий пішак · b2 білий пішак · c2 білий пішак · d2 білий пішак · e2 білий пішак · f2 білий пішак · g2 білий пішак · h2 білий пішак · a1 білий ферзь · b1 біла тура · c1 білий король · d1 білий кінь · e1 біла тура · f1 білий кінь · g1 білий слон · h1 білий слон | a8 чорний ферзь · b8 чорна тура · c8 чорний король · d8 чорний кінь · e8 чорна тура · f8 чорний кінь · g8 чорний слон · h8 чорний слон · a7 чорний пішак · b7 чорний пішак · c7 чорний пішак · d7 чорний пішак · e7 чорний пішак · f7 чорний пішак · g7 чорний пішак · h7 чорний пішак · a2 білий пішак · b2 білий пішак · c2 білий пішак · d2 білий пішак · e2 білий пішак · f2 білий пішак · g2 білий пішак · h2 білий пішак · a1 білий ферзь · b1 біла тура · c1 білий король · d1 білий кінь · e1 біла тура · f1 білий кінь · g1 білий слон · h1 білий слон | a8 чорний ферзь · b8 чорна тура · c8 чорний король · d8 чорний кінь · e8 чорна тура · f8 чорний кінь · g8 чорний слон · h8 чорний слон · a7 чорний пішак · b7 чорний пішак · c7 чорний пішак · d7 чорний пішак · e7 чорний пішак · f7 чорний пішак · g7 чорний пішак · h7 чорний пішак · a2 білий пішак · b2 білий пішак · c2 білий пішак · d2 білий пішак · e2 білий пішак · f2 білий пішак · g2 білий пішак · h2 білий пішак · a1 білий ферзь · b1 біла тура · c1 білий король · d1 білий кінь · e1 біла тура · f1 білий кінь · g1 білий слон · h1 білий слон | a8 чорний ферзь · b8 чорна тура · c8 чорний король · d8 чорний кінь · e8 чорна тура · f8 чорний кінь · g8 чорний слон · h8 чорний слон · a7 чорний пішак · b7 чорний пішак · c7 чорний пішак · d7 чорний пішак · e7 чорний пішак · f7 чорний пішак · g7 чорний пішак · h7 чорний пішак · a2 білий пішак · b2 білий пішак · c2 білий пішак · d2 білий пішак · e2 білий пішак · f2 білий пішак · g2 білий пішак · h2 білий пішак · a1 білий ферзь · b1 біла тура · c1 білий король · d1 білий кінь · e1 біла тура · f1 білий кінь · g1 білий слон · h1 білий слон | a8 чорний ферзь · b8 чорна тура · c8 чорний король · d8 чорний кінь · e8 чорна тура · f8 чорний кінь · g8 чорний слон · h8 чорний слон · a7 чорний пішак · b7 чорний пішак · c7 чорний пішак · d7 чорний пішак · e7 чорний пішак · f7 чорний пішак · g7 чорний пішак · h7 чорний пішак · a2 білий пішак · b2 білий пішак · c2 білий пішак · d2 білий пішак · e2 білий пішак · f2 білий пішак · g2 білий пішак · h2 білий пішак · a1 білий ферзь · b1 біла тура · c1 білий король · d1 білий кінь · e1 біла тура · f1 білий кінь · g1 білий слон · h1 білий слон | a8 чорний ферзь · b8 чорна тура · c8 чорний король · d8 чорний кінь · e8 чорна тура · f8 чорний кінь · g8 чорний слон · h8 чорний слон · a7 чорний пішак · b7 чорний пішак · c7 чорний пішак · d7 чорний пішак · e7 чорний пішак · f7 чорний пішак · g7 чорний пішак · h7 чорний пішак · a2 білий пішак · b2 білий пішак · c2 білий пішак · d2 білий пішак · e2 білий пішак · f2 білий пішак · g2 білий пішак · h2 білий пішак · a1 білий ферзь · b1 біла тура · c1 білий король · d1 білий кінь · e1 біла тура · f1 білий кінь · g1 білий слон · h1 білий слон | a8 чорний ферзь · b8 чорна тура · c8 чорний король · d8 чорний кінь · e8 чорна тура · f8 чорний кінь · g8 чорний слон · h8 чорний слон · a7 чорний пішак · b7 чорний пішак · c7 чорний пішак · d7 чорний пішак · e7 чорний пішак · f7 чорний пішак · g7 чорний пішак · h7 чорний пішак · a2 білий пішак · b2 білий пішак · c2 білий пішак · d2 білий пішак · e2 білий пішак · f2 білий пішак · g2 білий пішак · h2 білий пішак · a1 білий ферзь · b1 біла тура · c1 білий король · d1 білий кінь · e1 біла тура · f1 білий кінь · g1 білий слон · h1 білий слон | 7 |
| 6 | a8 чорний ферзь · b8 чорна тура · c8 чорний король · d8 чорний кінь · e8 чорна тура · f8 чорний кінь · g8 чорний слон · h8 чорний слон · a7 чорний пішак · b7 чорний пішак · c7 чорний пішак · d7 чорний пішак · e7 чорний пішак · f7 чорний пішак · g7 чорний пішак · h7 чорний пішак · a2 білий пішак · b2 білий пішак · c2 білий пішак · d2 білий пішак · e2 білий пішак · f2 білий пішак · g2 білий пішак · h2 білий пішак · a1 білий ферзь · b1 біла тура · c1 білий король · d1 білий кінь · e1 біла тура · f1 білий кінь · g1 білий слон · h1 білий слон | a8 чорний ферзь · b8 чорна тура · c8 чорний король · d8 чорний кінь · e8 чорна тура · f8 чорний кінь · g8 чорний слон · h8 чорний слон · a7 чорний пішак · b7 чорний пішак · c7 чорний пішак · d7 чорний пішак · e7 чорний пішак · f7 чорний пішак · g7 чорний пішак · h7 чорний пішак · a2 білий пішак · b2 білий пішак · c2 білий пішак · d2 білий пішак · e2 білий пішак · f2 білий пішак · g2 білий пішак · h2 білий пішак · a1 білий ферзь · b1 біла тура · c1 білий король · d1 білий кінь · e1 біла тура · f1 білий кінь · g1 білий слон · h1 білий слон | a8 чорний ферзь · b8 чорна тура · c8 чорний король · d8 чорний кінь · e8 чорна тура · f8 чорний кінь · g8 чорний слон · h8 чорний слон · a7 чорний пішак · b7 чорний пішак · c7 чорний пішак · d7 чорний пішак · e7 чорний пішак · f7 чорний пішак · g7 чорний пішак · h7 чорний пішак · a2 білий пішак · b2 білий пішак · c2 білий пішак · d2 білий пішак · e2 білий пішак · f2 білий пішак · g2 білий пішак · h2 білий пішак · a1 білий ферзь · b1 біла тура · c1 білий король · d1 білий кінь · e1 біла тура · f1 білий кінь · g1 білий слон · h1 білий слон | a8 чорний ферзь · b8 чорна тура · c8 чорний король · d8 чорний кінь · e8 чорна тура · f8 чорний кінь · g8 чорний слон · h8 чорний слон · a7 чорний пішак · b7 чорний пішак · c7 чорний пішак · d7 чорний пішак · e7 чорний пішак · f7 чорний пішак · g7 чорний пішак · h7 чорний пішак · a2 білий пішак · b2 білий пішак · c2 білий пішак · d2 білий пішак · e2 білий пішак · f2 білий пішак · g2 білий пішак · h2 білий пішак · a1 білий ферзь · b1 біла тура · c1 білий король · d1 білий кінь · e1 біла тура · f1 білий кінь · g1 білий слон · h1 білий слон | a8 чорний ферзь · b8 чорна тура · c8 чорний король · d8 чорний кінь · e8 чорна тура · f8 чорний кінь · g8 чорний слон · h8 чорний слон · a7 чорний пішак · b7 чорний пішак · c7 чорний пішак · d7 чорний пішак · e7 чорний пішак · f7 чорний пішак · g7 чорний пішак · h7 чорний пішак · a2 білий пішак · b2 білий пішак · c2 білий пішак · d2 білий пішак · e2 білий пішак · f2 білий пішак · g2 білий пішак · h2 білий пішак · a1 білий ферзь · b1 біла тура · c1 білий король · d1 білий кінь · e1 біла тура · f1 білий кінь · g1 білий слон · h1 білий слон | a8 чорний ферзь · b8 чорна тура · c8 чорний король · d8 чорний кінь · e8 чорна тура · f8 чорний кінь · g8 чорний слон · h8 чорний слон · a7 чорний пішак · b7 чорний пішак · c7 чорний пішак · d7 чорний пішак · e7 чорний пішак · f7 чорний пішак · g7 чорний пішак · h7 чорний пішак · a2 білий пішак · b2 білий пішак · c2 білий пішак · d2 білий пішак · e2 білий пішак · f2 білий пішак · g2 білий пішак · h2 білий пішак · a1 білий ферзь · b1 біла тура · c1 білий король · d1 білий кінь · e1 біла тура · f1 білий кінь · g1 білий слон · h1 білий слон | a8 чорний ферзь · b8 чорна тура · c8 чорний король · d8 чорний кінь · e8 чорна тура · f8 чорний кінь · g8 чорний слон · h8 чорний слон · a7 чорний пішак · b7 чорний пішак · c7 чорний пішак · d7 чорний пішак · e7 чорний пішак · f7 чорний пішак · g7 чорний пішак · h7 чорний пішак · a2 білий пішак · b2 білий пішак · c2 білий пішак · d2 білий пішак · e2 білий пішак · f2 білий пішак · g2 білий пішак · h2 білий пішак · a1 білий ферзь · b1 біла тура · c1 білий король · d1 білий кінь · e1 біла тура · f1 білий кінь · g1 білий слон · h1 білий слон | a8 чорний ферзь · b8 чорна тура · c8 чорний король · d8 чорний кінь · e8 чорна тура · f8 чорний кінь · g8 чорний слон · h8 чорний слон · a7 чорний пішак · b7 чорний пішак · c7 чорний пішак · d7 чорний пішак · e7 чорний пішак · f7 чорний пішак · g7 чорний пішак · h7 чорний пішак · a2 білий пішак · b2 білий пішак · c2 білий пішак · d2 білий пішак · e2 білий пішак · f2 білий пішак · g2 білий пішак · h2 білий пішак · a1 білий ферзь · b1 біла тура · c1 білий король · d1 білий кінь · e1 біла тура · f1 білий кінь · g1 білий слон · h1 білий слон | 6 |
| 5 | a8 чорний ферзь · b8 чорна тура · c8 чорний король · d8 чорний кінь · e8 чорна тура · f8 чорний кінь · g8 чорний слон · h8 чорний слон · a7 чорний пішак · b7 чорний пішак · c7 чорний пішак · d7 чорний пішак · e7 чорний пішак · f7 чорний пішак · g7 чорний пішак · h7 чорний пішак · a2 білий пішак · b2 білий пішак · c2 білий пішак · d2 білий пішак · e2 білий пішак · f2 білий пішак · g2 білий пішак · h2 білий пішак · a1 білий ферзь · b1 біла тура · c1 білий король · d1 білий кінь · e1 біла тура · f1 білий кінь · g1 білий слон · h1 білий слон | a8 чорний ферзь · b8 чорна тура · c8 чорний король · d8 чорний кінь · e8 чорна тура · f8 чорний кінь · g8 чорний слон · h8 чорний слон · a7 чорний пішак · b7 чорний пішак · c7 чорний пішак · d7 чорний пішак · e7 чорний пішак · f7 чорний пішак · g7 чорний пішак · h7 чорний пішак · a2 білий пішак · b2 білий пішак · c2 білий пішак · d2 білий пішак · e2 білий пішак · f2 білий пішак · g2 білий пішак · h2 білий пішак · a1 білий ферзь · b1 біла тура · c1 білий король · d1 білий кінь · e1 біла тура · f1 білий кінь · g1 білий слон · h1 білий слон | a8 чорний ферзь · b8 чорна тура · c8 чорний король · d8 чорний кінь · e8 чорна тура · f8 чорний кінь · g8 чорний слон · h8 чорний слон · a7 чорний пішак · b7 чорний пішак · c7 чорний пішак · d7 чорний пішак · e7 чорний пішак · f7 чорний пішак · g7 чорний пішак · h7 чорний пішак · a2 білий пішак · b2 білий пішак · c2 білий пішак · d2 білий пішак · e2 білий пішак · f2 білий пішак · g2 білий пішак · h2 білий пішак · a1 білий ферзь · b1 біла тура · c1 білий король · d1 білий кінь · e1 біла тура · f1 білий кінь · g1 білий слон · h1 білий слон | a8 чорний ферзь · b8 чорна тура · c8 чорний король · d8 чорний кінь · e8 чорна тура · f8 чорний кінь · g8 чорний слон · h8 чорний слон · a7 чорний пішак · b7 чорний пішак · c7 чорний пішак · d7 чорний пішак · e7 чорний пішак · f7 чорний пішак · g7 чорний пішак · h7 чорний пішак · a2 білий пішак · b2 білий пішак · c2 білий пішак · d2 білий пішак · e2 білий пішак · f2 білий пішак · g2 білий пішак · h2 білий пішак · a1 білий ферзь · b1 біла тура · c1 білий король · d1 білий кінь · e1 біла тура · f1 білий кінь · g1 білий слон · h1 білий слон | a8 чорний ферзь · b8 чорна тура · c8 чорний король · d8 чорний кінь · e8 чорна тура · f8 чорний кінь · g8 чорний слон · h8 чорний слон · a7 чорний пішак · b7 чорний пішак · c7 чорний пішак · d7 чорний пішак · e7 чорний пішак · f7 чорний пішак · g7 чорний пішак · h7 чорний пішак · a2 білий пішак · b2 білий пішак · c2 білий пішак · d2 білий пішак · e2 білий пішак · f2 білий пішак · g2 білий пішак · h2 білий пішак · a1 білий ферзь · b1 біла тура · c1 білий король · d1 білий кінь · e1 біла тура · f1 білий кінь · g1 білий слон · h1 білий слон | a8 чорний ферзь · b8 чорна тура · c8 чорний король · d8 чорний кінь · e8 чорна тура · f8 чорний кінь · g8 чорний слон · h8 чорний слон · a7 чорний пішак · b7 чорний пішак · c7 чорний пішак · d7 чорний пішак · e7 чорний пішак · f7 чорний пішак · g7 чорний пішак · h7 чорний пішак · a2 білий пішак · b2 білий пішак · c2 білий пішак · d2 білий пішак · e2 білий пішак · f2 білий пішак · g2 білий пішак · h2 білий пішак · a1 білий ферзь · b1 біла тура · c1 білий король · d1 білий кінь · e1 біла тура · f1 білий кінь · g1 білий слон · h1 білий слон | a8 чорний ферзь · b8 чорна тура · c8 чорний король · d8 чорний кінь · e8 чорна тура · f8 чорний кінь · g8 чорний слон · h8 чорний слон · a7 чорний пішак · b7 чорний пішак · c7 чорний пішак · d7 чорний пішак · e7 чорний пішак · f7 чорний пішак · g7 чорний пішак · h7 чорний пішак · a2 білий пішак · b2 білий пішак · c2 білий пішак · d2 білий пішак · e2 білий пішак · f2 білий пішак · g2 білий пішак · h2 білий пішак · a1 білий ферзь · b1 біла тура · c1 білий король · d1 білий кінь · e1 біла тура · f1 білий кінь · g1 білий слон · h1 білий слон | a8 чорний ферзь · b8 чорна тура · c8 чорний король · d8 чорний кінь · e8 чорна тура · f8 чорний кінь · g8 чорний слон · h8 чорний слон · a7 чорний пішак · b7 чорний пішак · c7 чорний пішак · d7 чорний пішак · e7 чорний пішак · f7 чорний пішак · g7 чорний пішак · h7 чорний пішак · a2 білий пішак · b2 білий пішак · c2 білий пішак · d2 білий пішак · e2 білий пішак · f2 білий пішак · g2 білий пішак · h2 білий пішак · a1 білий ферзь · b1 біла тура · c1 білий король · d1 білий кінь · e1 біла тура · f1 білий кінь · g1 білий слон · h1 білий слон | 5 |
| 4 | a8 чорний ферзь · b8 чорна тура · c8 чорний король · d8 чорний кінь · e8 чорна тура · f8 чорний кінь · g8 чорний слон · h8 чорний слон · a7 чорний пішак · b7 чорний пішак · c7 чорний пішак · d7 чорний пішак · e7 чорний пішак · f7 чорний пішак · g7 чорний пішак · h7 чорний пішак · a2 білий пішак · b2 білий пішак · c2 білий пішак · d2 білий пішак · e2 білий пішак · f2 білий пішак · g2 білий пішак · h2 білий пішак · a1 білий ферзь · b1 біла тура · c1 білий король · d1 білий кінь · e1 біла тура · f1 білий кінь · g1 білий слон · h1 білий слон | a8 чорний ферзь · b8 чорна тура · c8 чорний король · d8 чорний кінь · e8 чорна тура · f8 чорний кінь · g8 чорний слон · h8 чорний слон · a7 чорний пішак · b7 чорний пішак · c7 чорний пішак · d7 чорний пішак · e7 чорний пішак · f7 чорний пішак · g7 чорний пішак · h7 чорний пішак · a2 білий пішак · b2 білий пішак · c2 білий пішак · d2 білий пішак · e2 білий пішак · f2 білий пішак · g2 білий пішак · h2 білий пішак · a1 білий ферзь · b1 біла тура · c1 білий король · d1 білий кінь · e1 біла тура · f1 білий кінь · g1 білий слон · h1 білий слон | a8 чорний ферзь · b8 чорна тура · c8 чорний король · d8 чорний кінь · e8 чорна тура · f8 чорний кінь · g8 чорний слон · h8 чорний слон · a7 чорний пішак · b7 чорний пішак · c7 чорний пішак · d7 чорний пішак · e7 чорний пішак · f7 чорний пішак · g7 чорний пішак · h7 чорний пішак · a2 білий пішак · b2 білий пішак · c2 білий пішак · d2 білий пішак · e2 білий пішак · f2 білий пішак · g2 білий пішак · h2 білий пішак · a1 білий ферзь · b1 біла тура · c1 білий король · d1 білий кінь · e1 біла тура · f1 білий кінь · g1 білий слон · h1 білий слон | a8 чорний ферзь · b8 чорна тура · c8 чорний король · d8 чорний кінь · e8 чорна тура · f8 чорний кінь · g8 чорний слон · h8 чорний слон · a7 чорний пішак · b7 чорний пішак · c7 чорний пішак · d7 чорний пішак · e7 чорний пішак · f7 чорний пішак · g7 чорний пішак · h7 чорний пішак · a2 білий пішак · b2 білий пішак · c2 білий пішак · d2 білий пішак · e2 білий пішак · f2 білий пішак · g2 білий пішак · h2 білий пішак · a1 білий ферзь · b1 біла тура · c1 білий король · d1 білий кінь · e1 біла тура · f1 білий кінь · g1 білий слон · h1 білий слон | a8 чорний ферзь · b8 чорна тура · c8 чорний король · d8 чорний кінь · e8 чорна тура · f8 чорний кінь · g8 чорний слон · h8 чорний слон · a7 чорний пішак · b7 чорний пішак · c7 чорний пішак · d7 чорний пішак · e7 чорний пішак · f7 чорний пішак · g7 чорний пішак · h7 чорний пішак · a2 білий пішак · b2 білий пішак · c2 білий пішак · d2 білий пішак · e2 білий пішак · f2 білий пішак · g2 білий пішак · h2 білий пішак · a1 білий ферзь · b1 біла тура · c1 білий король · d1 білий кінь · e1 біла тура · f1 білий кінь · g1 білий слон · h1 білий слон | a8 чорний ферзь · b8 чорна тура · c8 чорний король · d8 чорний кінь · e8 чорна тура · f8 чорний кінь · g8 чорний слон · h8 чорний слон · a7 чорний пішак · b7 чорний пішак · c7 чорний пішак · d7 чорний пішак · e7 чорний пішак · f7 чорний пішак · g7 чорний пішак · h7 чорний пішак · a2 білий пішак · b2 білий пішак · c2 білий пішак · d2 білий пішак · e2 білий пішак · f2 білий пішак · g2 білий пішак · h2 білий пішак · a1 білий ферзь · b1 біла тура · c1 білий король · d1 білий кінь · e1 біла тура · f1 білий кінь · g1 білий слон · h1 білий слон | a8 чорний ферзь · b8 чорна тура · c8 чорний король · d8 чорний кінь · e8 чорна тура · f8 чорний кінь · g8 чорний слон · h8 чорний слон · a7 чорний пішак · b7 чорний пішак · c7 чорний пішак · d7 чорний пішак · e7 чорний пішак · f7 чорний пішак · g7 чорний пішак · h7 чорний пішак · a2 білий пішак · b2 білий пішак · c2 білий пішак · d2 білий пішак · e2 білий пішак · f2 білий пішак · g2 білий пішак · h2 білий пішак · a1 білий ферзь · b1 біла тура · c1 білий король · d1 білий кінь · e1 біла тура · f1 білий кінь · g1 білий слон · h1 білий слон | a8 чорний ферзь · b8 чорна тура · c8 чорний король · d8 чорний кінь · e8 чорна тура · f8 чорний кінь · g8 чорний слон · h8 чорний слон · a7 чорний пішак · b7 чорний пішак · c7 чорний пішак · d7 чорний пішак · e7 чорний пішак · f7 чорний пішак · g7 чорний пішак · h7 чорний пішак · a2 білий пішак · b2 білий пішак · c2 білий пішак · d2 білий пішак · e2 білий пішак · f2 білий пішак · g2 білий пішак · h2 білий пішак · a1 білий ферзь · b1 біла тура · c1 білий король · d1 білий кінь · e1 біла тура · f1 білий кінь · g1 білий слон · h1 білий слон | 4 |
| 3 | a8 чорний ферзь · b8 чорна тура · c8 чорний король · d8 чорний кінь · e8 чорна тура · f8 чорний кінь · g8 чорний слон · h8 чорний слон · a7 чорний пішак · b7 чорний пішак · c7 чорний пішак · d7 чорний пішак · e7 чорний пішак · f7 чорний пішак · g7 чорний пішак · h7 чорний пішак · a2 білий пішак · b2 білий пішак · c2 білий пішак · d2 білий пішак · e2 білий пішак · f2 білий пішак · g2 білий пішак · h2 білий пішак · a1 білий ферзь · b1 біла тура · c1 білий король · d1 білий кінь · e1 біла тура · f1 білий кінь · g1 білий слон · h1 білий слон | a8 чорний ферзь · b8 чорна тура · c8 чорний король · d8 чорний кінь · e8 чорна тура · f8 чорний кінь · g8 чорний слон · h8 чорний слон · a7 чорний пішак · b7 чорний пішак · c7 чорний пішак · d7 чорний пішак · e7 чорний пішак · f7 чорний пішак · g7 чорний пішак · h7 чорний пішак · a2 білий пішак · b2 білий пішак · c2 білий пішак · d2 білий пішак · e2 білий пішак · f2 білий пішак · g2 білий пішак · h2 білий пішак · a1 білий ферзь · b1 біла тура · c1 білий король · d1 білий кінь · e1 біла тура · f1 білий кінь · g1 білий слон · h1 білий слон | a8 чорний ферзь · b8 чорна тура · c8 чорний король · d8 чорний кінь · e8 чорна тура · f8 чорний кінь · g8 чорний слон · h8 чорний слон · a7 чорний пішак · b7 чорний пішак · c7 чорний пішак · d7 чорний пішак · e7 чорний пішак · f7 чорний пішак · g7 чорний пішак · h7 чорний пішак · a2 білий пішак · b2 білий пішак · c2 білий пішак · d2 білий пішак · e2 білий пішак · f2 білий пішак · g2 білий пішак · h2 білий пішак · a1 білий ферзь · b1 біла тура · c1 білий король · d1 білий кінь · e1 біла тура · f1 білий кінь · g1 білий слон · h1 білий слон | a8 чорний ферзь · b8 чорна тура · c8 чорний король · d8 чорний кінь · e8 чорна тура · f8 чорний кінь · g8 чорний слон · h8 чорний слон · a7 чорний пішак · b7 чорний пішак · c7 чорний пішак · d7 чорний пішак · e7 чорний пішак · f7 чорний пішак · g7 чорний пішак · h7 чорний пішак · a2 білий пішак · b2 білий пішак · c2 білий пішак · d2 білий пішак · e2 білий пішак · f2 білий пішак · g2 білий пішак · h2 білий пішак · a1 білий ферзь · b1 біла тура · c1 білий король · d1 білий кінь · e1 біла тура · f1 білий кінь · g1 білий слон · h1 білий слон | a8 чорний ферзь · b8 чорна тура · c8 чорний король · d8 чорний кінь · e8 чорна тура · f8 чорний кінь · g8 чорний слон · h8 чорний слон · a7 чорний пішак · b7 чорний пішак · c7 чорний пішак · d7 чорний пішак · e7 чорний пішак · f7 чорний пішак · g7 чорний пішак · h7 чорний пішак · a2 білий пішак · b2 білий пішак · c2 білий пішак · d2 білий пішак · e2 білий пішак · f2 білий пішак · g2 білий пішак · h2 білий пішак · a1 білий ферзь · b1 біла тура · c1 білий король · d1 білий кінь · e1 біла тура · f1 білий кінь · g1 білий слон · h1 білий слон | a8 чорний ферзь · b8 чорна тура · c8 чорний король · d8 чорний кінь · e8 чорна тура · f8 чорний кінь · g8 чорний слон · h8 чорний слон · a7 чорний пішак · b7 чорний пішак · c7 чорний пішак · d7 чорний пішак · e7 чорний пішак · f7 чорний пішак · g7 чорний пішак · h7 чорний пішак · a2 білий пішак · b2 білий пішак · c2 білий пішак · d2 білий пішак · e2 білий пішак · f2 білий пішак · g2 білий пішак · h2 білий пішак · a1 білий ферзь · b1 біла тура · c1 білий король · d1 білий кінь · e1 біла тура · f1 білий кінь · g1 білий слон · h1 білий слон | a8 чорний ферзь · b8 чорна тура · c8 чорний король · d8 чорний кінь · e8 чорна тура · f8 чорний кінь · g8 чорний слон · h8 чорний слон · a7 чорний пішак · b7 чорний пішак · c7 чорний пішак · d7 чорний пішак · e7 чорний пішак · f7 чорний пішак · g7 чорний пішак · h7 чорний пішак · a2 білий пішак · b2 білий пішак · c2 білий пішак · d2 білий пішак · e2 білий пішак · f2 білий пішак · g2 білий пішак · h2 білий пішак · a1 білий ферзь · b1 біла тура · c1 білий король · d1 білий кінь · e1 біла тура · f1 білий кінь · g1 білий слон · h1 білий слон | a8 чорний ферзь · b8 чорна тура · c8 чорний король · d8 чорний кінь · e8 чорна тура · f8 чорний кінь · g8 чорний слон · h8 чорний слон · a7 чорний пішак · b7 чорний пішак · c7 чорний пішак · d7 чорний пішак · e7 чорний пішак · f7 чорний пішак · g7 чорний пішак · h7 чорний пішак · a2 білий пішак · b2 білий пішак · c2 білий пішак · d2 білий пішак · e2 білий пішак · f2 білий пішак · g2 білий пішак · h2 білий пішак · a1 білий ферзь · b1 біла тура · c1 білий король · d1 білий кінь · e1 біла тура · f1 білий кінь · g1 білий слон · h1 білий слон | 3 |
| 2 | a8 чорний ферзь · b8 чорна тура · c8 чорний король · d8 чорний кінь · e8 чорна тура · f8 чорний кінь · g8 чорний слон · h8 чорний слон · a7 чорний пішак · b7 чорний пішак · c7 чорний пішак · d7 чорний пішак · e7 чорний пішак · f7 чорний пішак · g7 чорний пішак · h7 чорний пішак · a2 білий пішак · b2 білий пішак · c2 білий пішак · d2 білий пішак · e2 білий пішак · f2 білий пішак · g2 білий пішак · h2 білий пішак · a1 білий ферзь · b1 біла тура · c1 білий король · d1 білий кінь · e1 біла тура · f1 білий кінь · g1 білий слон · h1 білий слон | a8 чорний ферзь · b8 чорна тура · c8 чорний король · d8 чорний кінь · e8 чорна тура · f8 чорний кінь · g8 чорний слон · h8 чорний слон · a7 чорний пішак · b7 чорний пішак · c7 чорний пішак · d7 чорний пішак · e7 чорний пішак · f7 чорний пішак · g7 чорний пішак · h7 чорний пішак · a2 білий пішак · b2 білий пішак · c2 білий пішак · d2 білий пішак · e2 білий пішак · f2 білий пішак · g2 білий пішак · h2 білий пішак · a1 білий ферзь · b1 біла тура · c1 білий король · d1 білий кінь · e1 біла тура · f1 білий кінь · g1 білий слон · h1 білий слон | a8 чорний ферзь · b8 чорна тура · c8 чорний король · d8 чорний кінь · e8 чорна тура · f8 чорний кінь · g8 чорний слон · h8 чорний слон · a7 чорний пішак · b7 чорний пішак · c7 чорний пішак · d7 чорний пішак · e7 чорний пішак · f7 чорний пішак · g7 чорний пішак · h7 чорний пішак · a2 білий пішак · b2 білий пішак · c2 білий пішак · d2 білий пішак · e2 білий пішак · f2 білий пішак · g2 білий пішак · h2 білий пішак · a1 білий ферзь · b1 біла тура · c1 білий король · d1 білий кінь · e1 біла тура · f1 білий кінь · g1 білий слон · h1 білий слон | a8 чорний ферзь · b8 чорна тура · c8 чорний король · d8 чорний кінь · e8 чорна тура · f8 чорний кінь · g8 чорний слон · h8 чорний слон · a7 чорний пішак · b7 чорний пішак · c7 чорний пішак · d7 чорний пішак · e7 чорний пішак · f7 чорний пішак · g7 чорний пішак · h7 чорний пішак · a2 білий пішак · b2 білий пішак · c2 білий пішак · d2 білий пішак · e2 білий пішак · f2 білий пішак · g2 білий пішак · h2 білий пішак · a1 білий ферзь · b1 біла тура · c1 білий король · d1 білий кінь · e1 біла тура · f1 білий кінь · g1 білий слон · h1 білий слон | a8 чорний ферзь · b8 чорна тура · c8 чорний король · d8 чорний кінь · e8 чорна тура · f8 чорний кінь · g8 чорний слон · h8 чорний слон · a7 чорний пішак · b7 чорний пішак · c7 чорний пішак · d7 чорний пішак · e7 чорний пішак · f7 чорний пішак · g7 чорний пішак · h7 чорний пішак · a2 білий пішак · b2 білий пішак · c2 білий пішак · d2 білий пішак · e2 білий пішак · f2 білий пішак · g2 білий пішак · h2 білий пішак · a1 білий ферзь · b1 біла тура · c1 білий король · d1 білий кінь · e1 біла тура · f1 білий кінь · g1 білий слон · h1 білий слон | a8 чорний ферзь · b8 чорна тура · c8 чорний король · d8 чорний кінь · e8 чорна тура · f8 чорний кінь · g8 чорний слон · h8 чорний слон · a7 чорний пішак · b7 чорний пішак · c7 чорний пішак · d7 чорний пішак · e7 чорний пішак · f7 чорний пішак · g7 чорний пішак · h7 чорний пішак · a2 білий пішак · b2 білий пішак · c2 білий пішак · d2 білий пішак · e2 білий пішак · f2 білий пішак · g2 білий пішак · h2 білий пішак · a1 білий ферзь · b1 біла тура · c1 білий король · d1 білий кінь · e1 біла тура · f1 білий кінь · g1 білий слон · h1 білий слон | a8 чорний ферзь · b8 чорна тура · c8 чорний король · d8 чорний кінь · e8 чорна тура · f8 чорний кінь · g8 чорний слон · h8 чорний слон · a7 чорний пішак · b7 чорний пішак · c7 чорний пішак · d7 чорний пішак · e7 чорний пішак · f7 чорний пішак · g7 чорний пішак · h7 чорний пішак · a2 білий пішак · b2 білий пішак · c2 білий пішак · d2 білий пішак · e2 білий пішак · f2 білий пішак · g2 білий пішак · h2 білий пішак · a1 білий ферзь · b1 біла тура · c1 білий король · d1 білий кінь · e1 біла тура · f1 білий кінь · g1 білий слон · h1 білий слон | a8 чорний ферзь · b8 чорна тура · c8 чорний король · d8 чорний кінь · e8 чорна тура · f8 чорний кінь · g8 чорний слон · h8 чорний слон · a7 чорний пішак · b7 чорний пішак · c7 чорний пішак · d7 чорний пішак · e7 чорний пішак · f7 чорний пішак · g7 чорний пішак · h7 чорний пішак · a2 білий пішак · b2 білий пішак · c2 білий пішак · d2 білий пішак · e2 білий пішак · f2 білий пішак · g2 білий пішак · h2 білий пішак · a1 білий ферзь · b1 біла тура · c1 білий король · d1 білий кінь · e1 біла тура · f1 білий кінь · g1 білий слон · h1 білий слон | 2 |
| 1 | a8 чорний ферзь · b8 чорна тура · c8 чорний король · d8 чорний кінь · e8 чорна тура · f8 чорний кінь · g8 чорний слон · h8 чорний слон · a7 чорний пішак · b7 чорний пішак · c7 чорний пішак · d7 чорний пішак · e7 чорний пішак · f7 чорний пішак · g7 чорний пішак · h7 чорний пішак · a2 білий пішак · b2 білий пішак · c2 білий пішак · d2 білий пішак · e2 білий пішак · f2 білий пішак · g2 білий пішак · h2 білий пішак · a1 білий ферзь · b1 біла тура · c1 білий король · d1 білий кінь · e1 біла тура · f1 білий кінь · g1 білий слон · h1 білий слон | a8 чорний ферзь · b8 чорна тура · c8 чорний король · d8 чорний кінь · e8 чорна тура · f8 чорний кінь · g8 чорний слон · h8 чорний слон · a7 чорний пішак · b7 чорний пішак · c7 чорний пішак · d7 чорний пішак · e7 чорний пішак · f7 чорний пішак · g7 чорний пішак · h7 чорний пішак · a2 білий пішак · b2 білий пішак · c2 білий пішак · d2 білий пішак · e2 білий пішак · f2 білий пішак · g2 білий пішак · h2 білий пішак · a1 білий ферзь · b1 біла тура · c1 білий король · d1 білий кінь · e1 біла тура · f1 білий кінь · g1 білий слон · h1 білий слон | a8 чорний ферзь · b8 чорна тура · c8 чорний король · d8 чорний кінь · e8 чорна тура · f8 чорний кінь · g8 чорний слон · h8 чорний слон · a7 чорний пішак · b7 чорний пішак · c7 чорний пішак · d7 чорний пішак · e7 чорний пішак · f7 чорний пішак · g7 чорний пішак · h7 чорний пішак · a2 білий пішак · b2 білий пішак · c2 білий пішак · d2 білий пішак · e2 білий пішак · f2 білий пішак · g2 білий пішак · h2 білий пішак · a1 білий ферзь · b1 біла тура · c1 білий король · d1 білий кінь · e1 біла тура · f1 білий кінь · g1 білий слон · h1 білий слон | a8 чорний ферзь · b8 чорна тура · c8 чорний король · d8 чорний кінь · e8 чорна тура · f8 чорний кінь · g8 чорний слон · h8 чорний слон · a7 чорний пішак · b7 чорний пішак · c7 чорний пішак · d7 чорний пішак · e7 чорний пішак · f7 чорний пішак · g7 чорний пішак · h7 чорний пішак · a2 білий пішак · b2 білий пішак · c2 білий пішак · d2 білий пішак · e2 білий пішак · f2 білий пішак · g2 білий пішак · h2 білий пішак · a1 білий ферзь · b1 біла тура · c1 білий король · d1 білий кінь · e1 біла тура · f1 білий кінь · g1 білий слон · h1 білий слон | a8 чорний ферзь · b8 чорна тура · c8 чорний король · d8 чорний кінь · e8 чорна тура · f8 чорний кінь · g8 чорний слон · h8 чорний слон · a7 чорний пішак · b7 чорний пішак · c7 чорний пішак · d7 чорний пішак · e7 чорний пішак · f7 чорний пішак · g7 чорний пішак · h7 чорний пішак · a2 білий пішак · b2 білий пішак · c2 білий пішак · d2 білий пішак · e2 білий пішак · f2 білий пішак · g2 білий пішак · h2 білий пішак · a1 білий ферзь · b1 біла тура · c1 білий король · d1 білий кінь · e1 біла тура · f1 білий кінь · g1 білий слон · h1 білий слон | a8 чорний ферзь · b8 чорна тура · c8 чорний король · d8 чорний кінь · e8 чорна тура · f8 чорний кінь · g8 чорний слон · h8 чорний слон · a7 чорний пішак · b7 чорний пішак · c7 чорний пішак · d7 чорний пішак · e7 чорний пішак · f7 чорний пішак · g7 чорний пішак · h7 чорний пішак · a2 білий пішак · b2 білий пішак · c2 білий пішак · d2 білий пішак · e2 білий пішак · f2 білий пішак · g2 білий пішак · h2 білий пішак · a1 білий ферзь · b1 біла тура · c1 білий король · d1 білий кінь · e1 біла тура · f1 білий кінь · g1 білий слон · h1 білий слон | a8 чорний ферзь · b8 чорна тура · c8 чорний король · d8 чорний кінь · e8 чорна тура · f8 чорний кінь · g8 чорний слон · h8 чорний слон · a7 чорний пішак · b7 чорний пішак · c7 чорний пішак · d7 чорний пішак · e7 чорний пішак · f7 чорний пішак · g7 чорний пішак · h7 чорний пішак · a2 білий пішак · b2 білий пішак · c2 білий пішак · d2 білий пішак · e2 білий пішак · f2 білий пішак · g2 білий пішак · h2 білий пішак · a1 білий ферзь · b1 біла тура · c1 білий король · d1 білий кінь · e1 біла тура · f1 білий кінь · g1 білий слон · h1 білий слон | a8 чорний ферзь · b8 чорна тура · c8 чорний король · d8 чорний кінь · e8 чорна тура · f8 чорний кінь · g8 чорний слон · h8 чорний слон · a7 чорний пішак · b7 чорний пішак · c7 чорний пішак · d7 чорний пішак · e7 чорний пішак · f7 чорний пішак · g7 чорний пішак · h7 чорний пішак · a2 білий пішак · b2 білий пішак · c2 білий пішак · d2 білий пішак · e2 білий пішак · f2 білий пішак · g2 білий пішак · h2 білий пішак · a1 білий ферзь · b1 біла тура · c1 білий король · d1 білий кінь · e1 біла тура · f1 білий кінь · g1 білий слон · h1 білий слон | 1 |
|   | a | b | c | d | e | f | g | h |   |

## Основні правила

### Правила початкової розстановки
- Король мусить стояти десь між двома турами
- Слони повинні бути на клітинках різного кольору
- Пішаки стоять так само, як і у традиційних шахах

Всього таких стартових позицій існує 960. Звідти і пішла назва гри.

### Правила рокіровки
- До рокіровки не ходили ані тура, ані король
- Король не стоїть під шахом і не потрапить під шах після рокіровки
- Всі клітинки на шляху короля та тури до місця призначення мають бути вільними, в тому числі ті, на які вони стануть по завершенні рокіровки (за винятком полів, на яких розташовані власне король та тура, які роблять рокіровку)
- На шляху короля до місця призначення немає полів, на яких він був би під шахом

Примітки: Після короткої рокіровки (0-0) король стає на g1 (g8), а тура — на f1 (f8). Після довгої рокіровки (0-0-0) король стає на c1 (c8), а тура — на d1 (d8). Деколи для цього не доведеться рухати одну з фігур — якщо король або тура вже стоятимуть на відведеному місці.

## Змагання
- Починаючи з 2000 року висококваліфіковані шахісти почали грати показові партії в шахи Фішера. Зазвичай такі зустрічі проводилися як додатки до яких-небудь звичайних шахових турнірів.
- У 2001 році в Майнці відбувся матч Леко — Адамс, в якому Леко переміг з рахунком 4½: 3½.
- У 2002 році пройшов перший офіційний турнір з випадкових шахів. Він, до речі, одразу ж показав, що найсильніші шахісти беруть аж ніяк не пам'яттю на дебютні системи — перші місця зайняли найкваліфікованіші гравці.
- У 2003 році був проведений перший матч на першість світу з шахів Фішера між переможцями двох попередніх опен-турнірів — Леко і Свідлером. Переміг Свідлер, з рахунком 4½: 3½.
- У 2004 році в черговому матчі Свідлер — Аронян чемпіон відстояв своє звання.
- У 2005 році Свідлер повторно захистив титул у матчі з Алмаші.
- У 2006 році Аронян виграв матч у Свідлера з рахунком 5: 3 і став новим чемпіоном світу.
- У 2007 році Аронян виграв матч у Ананда з рахунком 3½: 2½ і залишився чемпіоном світу.
- У 2009 році Накамура виграв матч у Ароняна з рахунком 3½: ½ і став новим чемпіоном світу, чинним по цей момент.

З 2018 року Шаховий клуб Сент-Луїсу проводить щорічний турнір із шахів-960 за участю провідних гросмейстерів.
Під егідою ФІДЕ
У Норвегії 2019 року проведено перший чемпіонат світу із шахів Фішера під егідою ФІДЕ. У фінальному матчі  Веслі Со переміг  Магнуса Карлсена — 13½:2½ (аналогічно рахунку 3½:½ в традиційній системі підрахунків).
Другий чемпіонат світу під егідою ФІДЕ проведено 2022 року в Ісландії.

## Корисні посилання
- Правила випадкових шахів та генератор початкових позицій [Архівовано 13 лютого 2008 у Wayback Machine.] (англ.)